# Cylindromyia deserta
Cylindromyia deserta är en tvåvingeart som först beskrevs av Villeneuve 1936.  Cylindromyia deserta ingår i släktet Cylindromyia och familjen parasitflugor.
Artens utbredningsområde är Nigeria. Inga underarter finns listade i Catalogue of Life.